# Lobmachtersen
Lobmachtersen ist einer der insgesamt 31  Stadtteile der kreisfreien Stadt Salzgitter in Niedersachsen, gelegen in der Ortschaft Südost.
Lobmachtersen gehörte bis zum 31. März 1942 zum Landkreis Wolfenbüttel und wurde durch einen Verwaltungsakt am 1. April 1942 ein Teil der Großstadt Watenstedt-Salzgitter. Am 23. Januar 1951 wurde diese amtlich in Salzgitter umbenannt.

## Geschichte
In einem Memorienbuch des Stifts St. Blasius in Braunschweig findet sich die erste schriftliche Erwähnung von Lobmachtersen. In dieser Schrift aus dem Jahre 1077 wird bezeugt, dass die Markgräfin Gertrud, Gemahlin des Grafen Liudolf zu Braunschweig, vor ihrem Tode ihre Güter in Lobmachtersen dem Domstift in Braunschweig schenkt.
Der Ort ist aber mit Sicherheit noch älter. Nach Deutung des Ortsnamens gehört Lobmachtersen zu den Siedlungen aus fränkischer Zeit, die um 750 in dieser Region entstanden. Noch älter sind die Reste einer Siedlung, die 1951–1953 bei Grabungen auf dem Öhrenfeld etwa 1,5 km westlich des heutigen Ortskernes von Lobmachtersen entdeckt wurden. Diese stammen aus der Zeit um Christi Geburt und die Fundstücke belegen, dass diese Stelle über mehr als 500 Jahre besiedelt war.
An gleicher Stelle wurden auch die Reste eines Rennofens gefunden, der auf das 2. Jahrhundert n. Chr. datiert wird und so bezeugt, dass hier schon vor etwa 1800 Jahren Eisenerz verhüttet wurde. Untersuchungen der Schlacken ergaben, dass hier Rasensteinerze aus verschiedenen Fundstellen der Umgebung verarbeitet worden waren. Dieser Rennofen ist heute im Städtischen Museum der Stadt Salzgitter im Schloss Salder ausgestellt.

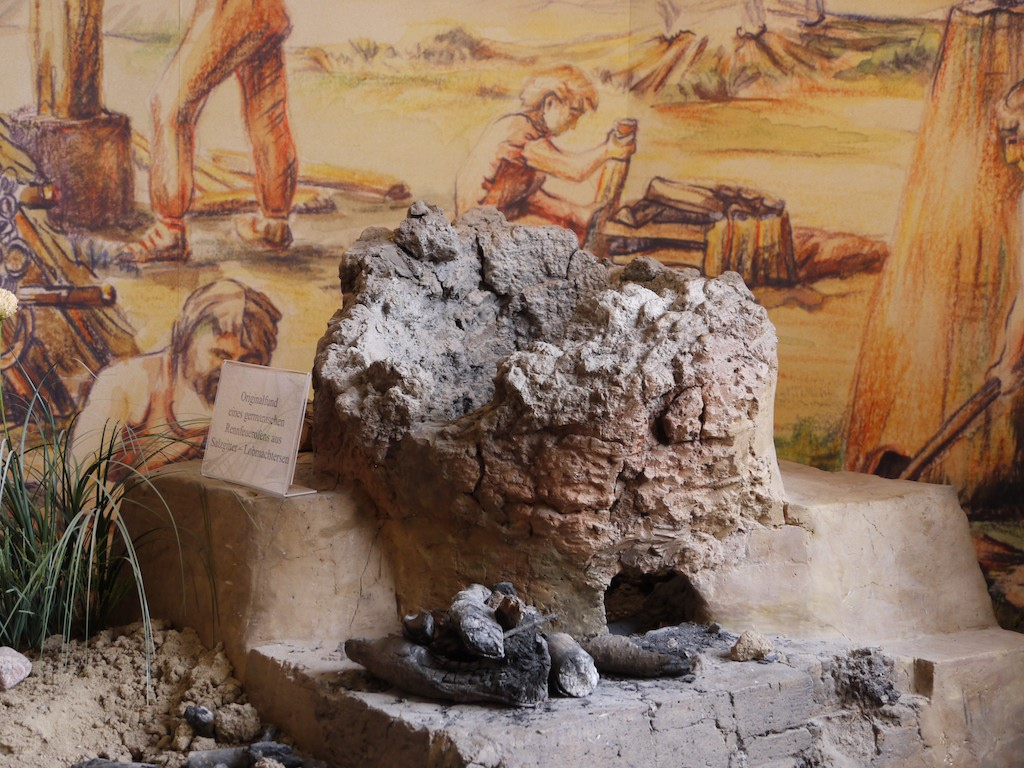
Rennofen aus dem 2. Jahrhundert von Salzgitter-Lobmachtersen

Bis ins 13. Jahrhundert hießen die heutigen Orte Bruchmachtersen (liegt etwa 12 km nordwestlich von Lobmachtersen) und Lobmachtersen noch beide Machtersen. Ein Grund für diese Namensgleichheit konnte bisher nicht geklärt werden. Frühere Ortsnamen Lobmachtersens waren Machtersem (1077), Machteresheim (1131/1157), Machtersheim (1179), Lochmachtersen (1254 und 1316), Lomactersem (1309), Machterssem probe Barem (1345), Machterssem bii Barem (1420) und seit 1480 Lobmachtersen.
Zur Deutung des Ortsnamens: Die Vorsilbe lob- wird als eine Abwandlung aus dem altsächsischen Begriff lo- und la- angesehen, der für Wald steht. Der Mittelteil machter- des Namens ist aus dem Personennamen Mahtheri abgeleitet, der wiederum aus dem altsächsischen Wort Mahti für Macht, Vermögen und Kraft stammt.
Seit der Gründung des Herzogtums Braunschweig-Lüneburg im Jahr 1235 war Lobmachtersen ein Teil desselben und gehörte nach der Teilung des Herzogtums im Jahre 1269 zum Fürstentum Braunschweig-Wolfenbüttel. Hier zählte es zunächst zum Amt Lichtenberg. 1542 wurde der Barumer Gau vom Amt Lichtenberg abgetrennt und zusammen mit Lobmachtersen, Calbecht, Leinde und Gebhardshagen wurde das Amt Gebhardshagen gebildet.
Mit Ausnahme der Zeit von 1523 bis 1643 (Abtretung großer Gebiete durch das Bistum Hildesheim an das Fürstentum Braunschweig-Wolfenbüttel nach der Hildesheimer Stiftsfehde) verlief die Grenze zwischen dem Fürstentum Braunschweig-Wolfenbüttel und dem Bistum Hildesheim am südlichen Ortsrand. Zur Überwachung der Grenze wurde im 15. Jahrhundert der heutige Kirchturm als Wehr- und Wachturm gebaut. Aus dieser Zeit stammt auch ein altes Zollhaus, das heute als Wohnhaus genutzt wird.
Während der napoleonischen Zeit gehörte Lobmachtersen zum Kanton Gebhardshagen im Distrikt Braunschweig im Departement der Oker des Königreichs Westphalen. Nach Ende der Franzosenzeit wurde das Herzogtum Braunschweig wieder neu gebildet. In einer Verordnung vom 22. Januar 1814 wurden die Kantone Gebhardshagen (mit Lobmachtersen), Lichtenberg und Salder zum Kreisgericht Salder (ab 1823 Amt Salder) zusammengefasst. Seit dem 1. April 1942 gehört Lobmachtersen der neugegründeten Stadt Watenstedt-Salzgitter an, dem heutigen Salzgitter.

### Bevölkerungsentwicklung
Als ältester schriftlicher Nachweis über die Höfe liegt ein Erbregister aus dem Jahre 1548 vor. Erbregister dienten damals der Ermittlung der Abgaben, die an das herzogliche Amt abgeführt werden mussten. Hiernach gab es 1548 in Lobmachtersen insgesamt 41 Bauernhöfe, davon 6 Ackerhöfe, 2 Halbspännerhöfe und die restlichen (33) waren Kothöfe. Bis zum Dreißigjährigen Krieg stieg die Gesamtanzahl der Höfe auf 45 (um 1610) an. Die Kriegsjahre hatten nur wenige Höfe überstanden und 1685 waren erst 31 der Höfe wiederhergestellt. Bis 1861 kamen weitere Höfe dazu, in diesem Jahre waren es insgesamt 43 Höfe, davon 5 Acker, 5 Halbspänner- und 33 Kotsassenhöfe. Nach 1945 hat sich diese Zahl durch Schließungen und Zusammenlegungen stark verringert. Waren es 1953 noch 20 landwirtschaftliche Betriebe, so wurden im Jahre 2006 nur noch 9 gezählt.
Angaben zu den Einwohnerzahlen liegen erst vom Ende des 18. Jahrhunderts vor. 1799 wurden 52 Feuerstellen und 366 Einwohner gezählt, 1832 waren es 490 und 1855 bereits 603 Einwohner, die jetzt in 82 Wohngebäuden lebten.
In der Aufbauzeit der Hermann Göring Werke wurden im Gebiet des heutigen Salzgitter viele landwirtschaftliche Betriebe umgewandelt und deren Ländereien enteignet. Lobmachtersen blieb von dieser Entwicklung weitgehend verschont. So war die Einwohnerzahl zwischen 1905 und 1939 nur von 668 auf 738 angestiegen.
Im Frühjahr 1946 traf der Strom der Flüchtlinge und Vertriebenen auch in Lobmachtersen ein. Hatte der Ort 1939 noch 738 Einwohner, waren es im Oktober 1946 schon 1316 Einwohner. Das Maximum wurde 1950 mit 1348 Einwohnern erreicht, 37 % von diesen waren Flüchtlinge oder Vertriebene. Nach der Umsiedlung dieses Personenkreises in ihre endgültigen Wohngebiete war die Einwohnerzahl 10 Jahre später auf 1050 gesunken, bis heute (2024) sind die Einwohnerzahlen rückläufig.
| Jahr | Einwohner |
| ---- | --------- |
| 1821 | 405       |
| 1848 | 513       |
| 1871 | 533       |
| 1910 | 644       |
| 1925 | 655       |
| 1933 | 647       |
| 1939 | 738       |
| 1946 | 1316      |
| 1950 | 1348      |

| Jahr | Einwohner |
| ---- | --------- |
| 1960 | 1050      |
| 1970 | 1029      |
| 1980 | 944       |
| 1990 | 906       |
| 2000 | 909       |
| 2006 | 858       |
| 2010 | 883       |
| 2012 | 864       |
| 2014 | 895       |

| Jahr | Einwohner |
| ---- | --------- |
| 2016 | 863       |
| 2018 | 844       |
| 2019 | 833       |
| 2020 | 820       |
| 2021 | 818       |
| 2022 | 810       |
| 2023 | 799       |
| 2024 | 783       |

## Politik

### Wappen
Das Wappen zeigt eine stilisierte Darstellung des 1953 bei Lobmachtersen gefundenen Rennofens, einer frühen Form des heutigen Hochofens. Die Darstellung verbindet so die frühgeschichtlichen Anfänge der Erzverarbeitung zum heutigen Industriestandort Salzgitter. Der Blätterzweig steht für den Wald, auf dessen Gebiet Lobmachtersen einst gegründet wurde. Er verweist auch auf die Vorsilbe Lob des Ortsnamens, die im altsächsischen für Wald steht. Auch die grüne Schildfarbe leitet sich von diesem frühen Waldgebiet ab und ist zugleich ein Symbol für die heute noch betriebene Landwirtschaft.
Das Wappen wurde am 27. Januar 1989 von einer Einwohnerversammlung einstimmig angenommen.

## Kirche

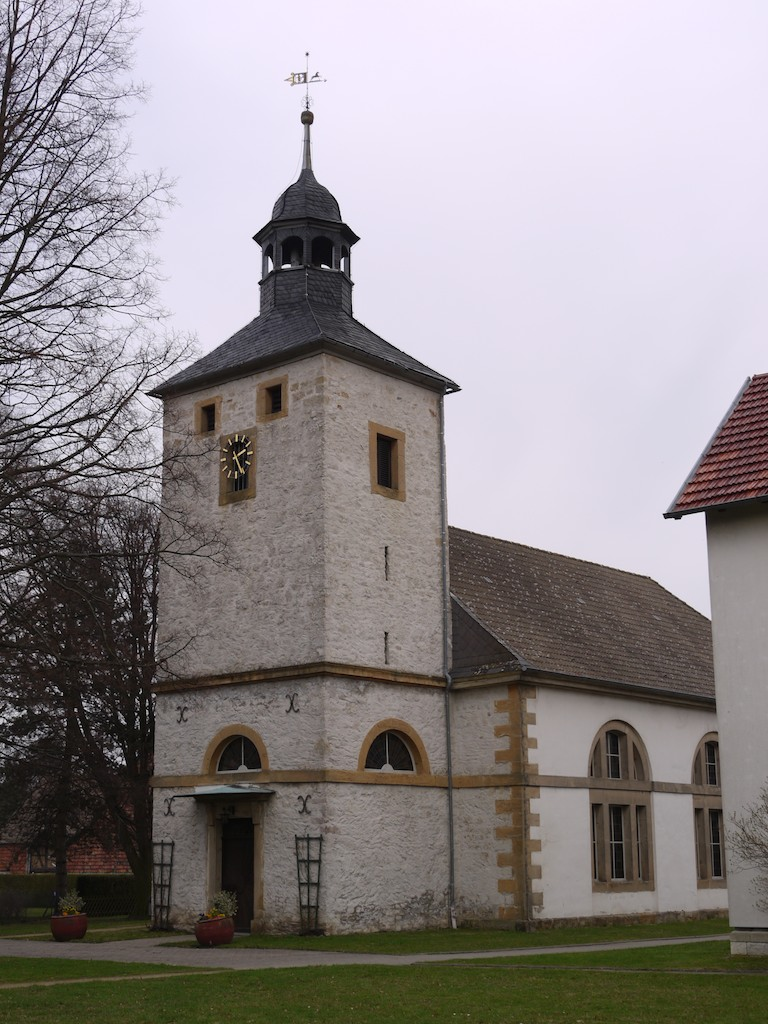
Kirche von Salzgitter-Lobmachtersen

Im Jahr 744 war durch Sturmi das Kloster zu Fulda gegründet worden, in dessen Missionsbereich auch das heutige Salzgitter lag. Unter Karl dem Großen kam es dann zur Missionierung des Sachsenlandes. Die große Periode begann 778 mit einer Massentaufe in der Oker. Der Einfluss des Klosters Fulda endete 815, als Ludwig der Fromme das Bistum Hildesheim gründete – Lobmachtersen gehörte hier zum Archidiakonat Barum.
Etwa 1251 wurde erstmals in Lobmachtersen ein Priester namens Johannes erwähnt. Und um diese Zeit muss es auch schon eine Kirche oder Kapelle gegeben haben. Später werden als Pfarrer genannt: 1274 der Kleriker Herbord und 1328 Pfarrer Frederik Roler. Letzter katholischer Priester war Lorenz Rethen, der 1542 zur lutherischen und 1547 wieder zur katholischen Lehre wechseln musste. Erst unter Herzog Julius von Braunschweig (1568–1589) wurde die Reformation endgültig eingeführt.
Der Turm der heutigen Kirche wurde spätestens im 15. Jahrhundert erbaut. Ursprünglich handelte es sich dabei um einen Wehr- und Wachturm an der Grenze zum Bistum Hildesheim. Die Mauern des fast quadratischen Turms sind 1,25 m dick – boten also Schutz und Sicherheit. An diesen Turm wurde 1542 das Kirchenschiff angebaut.
Das nicht mehr ausreichende und überdies baufällige Kirchenschiff wurde 1823 unter Leitung des Pfarrers Georg Ludwig Adolf Drude abgerissen und neu gebaut. Das neue Gebäude wurde am 25. Januar 1824 eingeweiht, die Baukosten hatten 5619 Taler betragen. Der Innenausbau des Gebäudes wurde erst 1892 fertiggestellt, da die Gemeinde bis dahin nicht über die notwendigen Mittel verfügte. Die Orgel wurde 1853 vom Orgelmeister Breust aus Goslar gebaut und 1995 generalüberholt.
Im 18. Jahrhundert erhielt der Glockenturm drei Glocken, von denen die größte 15 Zentner wog – diese war 1750 von Joh. Peter Grete in Braunschweig gegossen worden. In den Weltkriegen wurden die beiden größeren Glocken konfisziert und vermutlich eingeschmolzen. Lediglich die kleinste Taufglocke blieb erhalten. 1951 erhielt der Turm zwei weitere Glocken. Eine der Glocken war in Bockenem neu gegossen worden, die andere hatte ursprünglich in der Kirche zu Klein Jerutten (polnisch Jerutki) im ehemaligen Landkreis Ortelsburg in Ostpreußen gehangen. Beide Glocken wurden am 3. Advent des Jahres 1951 eingeholt und geweiht.
Heute (im Jahr 2013) gehört Lobmachtersen zur Propstei Salzgitter-Bad und bildet zusammen mit Beinum, Barum, Heerte und Cramme den Pfarrverband Barum-Lobmachtersen.

## Sehenswürdigkeiten
Wasserturm

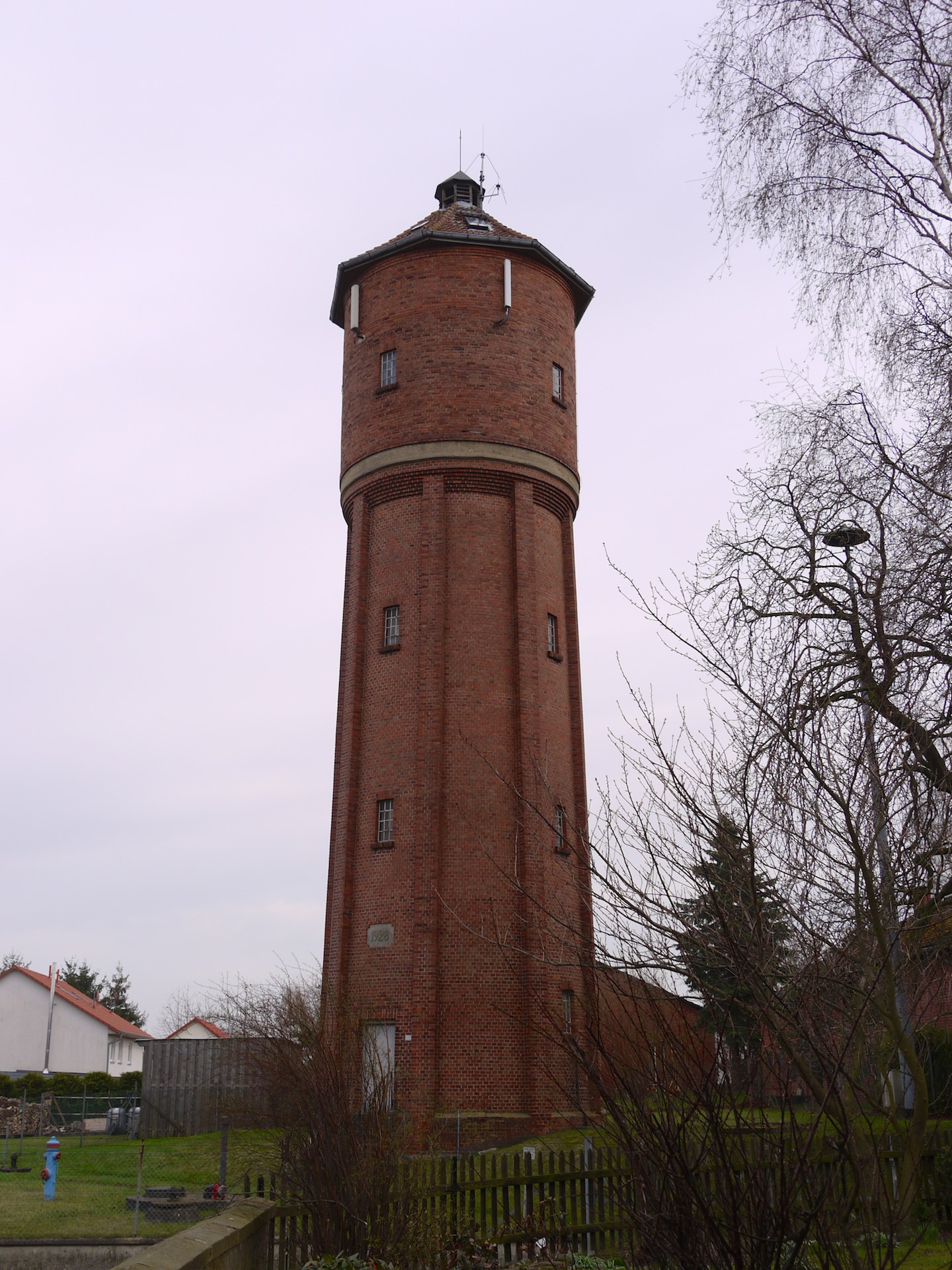
Wasserturm von 1928

Das weithin sichtbares Wahrzeichen des Ortes ist der im Südosten des Ortes auf einer kleinen Erhöhung gelegene Wasserturm. Die ersten Planungen für die Schaffung einer zentralen Wasserversorgung des Ortes wurden 1925 aufgenommen. Das Wasser sollte der „Springquelle“ entnommen, die in der Nähe des späteren Wasserturmes an der Kreuzung der Straßen „Deiweg“ und „Am Spring“ liegt. Untersuchungen des Quellgebietes ergaben, dass in diesem Bereich die wasserführende Kiesschicht durch darüber liegende eine etwa zwei Meter starke Tonschicht gegen Verunreinigungen durch Oberflächenwasser und Grabenwasser geschützt war, auch war bereits 1926 das Quellwasser durch die Nahrungsmitteluntersuchungsstelle Braunschweig untersucht und für gut befunden worden. Die Bauarbeiten für die Wasserleitung und den Wasserturm wurden im Frühjahr 1928 aufgenommen und im November 1928 abgeschlossen.
Der Turm ist aus Ziegelsteinen gemauert und hat (mit Dach und Ampel) eine Höhe von 29,50 Metern. Im Erdgeschoss hat der Turm einen Außendurchmesser von 6,50 Metern, er verjüngt sich bis zum Obergeschoss auf 5,80 Meter. Im Inneren ist der Turm in ein Kellergeschoss, das Erdgeschoss und drei Obergeschosse unterteilt. Die Zwischengeschosse wurden im Winter von der örtlichen Feuerwehr zur Trocknung ihrer Wasserschläuche genutzt. Im Kellergeschoss war die Pumpenanlage mit den Zu- und Ableitungen untergebracht. Als Antrieb der anfänglich eingebauten zwei kombinierten Saug- und Druckpumpen, die im wöchentlichen Wechsel betrieben wurden, diente ein Drehstrommotor. Zur Sicherstellung der Stromversorgung war ein Notstromaggregat eingebaut. In den 1930er Jahren wurden die Pumpen durch zwei Kreiselpumpen mit einer Leistung von je 24 m³/Stunde ersetzt, die weniger störanfällig waren und überdies leiser arbeiteten.
Zur Wasserentnahme war neben dem Turm ein Brunnen angelegt worden, aus dem das Wasser aus der Quelle über zwei 100 mm starke Saugrohre in den Turm gepumpt wurde. Der aus Stahl gefertigte Wasserbehälter wurde im dritten Obergeschoss des Turmes eingebaut. In den Versorgungsleitungen des Ortes konnte somit ein Druck von 2,6 bar erzeugt werden. Der Behälter wog rund 8200 kg, die Seitenwände waren 6 mm und der Boden 7 mm stark. Nach oben war dieser mit Bohlen abgedeckt, zur Entlüftung des Ganzen diente eine Ampel auf dem Dach des Turmes.
Das Grundstück und der Wasserturm wurden 1961 von der Stadt Salzgitter an die örtliche Wasserversorgungsgesellschaft, die WEVG Salzgitter, verkauft. Mitte der 1960er Jahre zeichnete sich ab, dass die Anlage für die wachsende Bevölkerung im Ort nicht mehr ausreichte. Im Jahre 1982 wurde eine neue Wasserleitung zur Einspeisung von Trinkwasser in das örtliche Leitungsnetz in Betrieb genommen und am 4. August 1982 wurde der Wasserturm stillgelegt. Ein Teil der technischen Anlagen wurde ausgebaut und an das Museum der Stadt Salzgitter übergeben. Der Turm wurde zuletzt 2004 repariert und innen gereinigt. Der Förderverein Wasserturm Lobmachtersen kaufte 2017 den Turm von der WEVG und übernahm damit auch die Erhaltung des Technikdenkmals. Er kann zu besonderen Gelegenheiten, wie z. B. am Tag des offenen Denkmals, auch innen besichtigt werden.

## Persönlichkeiten
- Martin Drewes (1918–2013), Pilot